# 中央军委巡视工作领导小组
中央军委巡视工作领导小组，是中央军委议事机构，领导全军巡视工作及各中央军委巡视组，直接向中央军委负责并报告工作。

## 沿革
2008年，总政治部、中央军委纪委组成调研论证小组，对军队党组织开展巡视工作进行论证。2010年，在中央军委及北京军区、海军、武警部队这两个层次开展巡视工作试点。2013年2月，举行军队巡视试点工作总结会议。会后，总政治部、中央军委纪委与总参谋部开展深入论证。2013年9月，关于军队建设巡视制度、开展巡视工作的总体方案经中央军委常务会议通过，报中央军委主席习近平批准。经习近平主席批准，2013年10月，中央军委印发了《中央军委关于开展巡视工作的决定》、《中央军委巡视工作规定（试行）》。
2013年11月18日至20日，军队巡视机构成立暨巡视干部培训会议召开。会议对2013年底前的巡视工作进行了动员部署，并对巡视干部进行了业务培训。中央军委委员、总政治部主任、军委巡视工作领导小组第一副组长张阳宣读了中央军委《关于军队和武警部队巡视工作机构编制问题》的通知，宣布中央军委巡视组巡视专员的任职命令，并作了动员讲话。中共中央政治局委员、中央军委副主席、军委巡视工作领导小组组长许其亮2013年11月18日出席会议并讲话。

## 组成人员
| 2013年成立时的组成人员是： 组长 - 许其亮（中共中央政治局委员、中央军委副主席） 第一副组长 - 张阳（中央军委委员、总政治部主任） 常务副组长 - 杜金才（总政治部副主任、军委纪委书记） 成员 - 侯树森（副总参谋长） - 崔昌军（总政治部主任助理） - 刘生杰（总后勤部副政委） - 王家胜（总装备部副政委） |

## 机构设置
- 领导小组办公室：设在中国人民解放军总政治部纪律检查部
- 中央军委巡视组

## 巡视情况
2013年12月10日至2014年3月13日，中央军委巡视组完成第一次巡视，分两个小组对北京军区、济南军区党委班子及其成员进行巡视。
2014年4月下旬至6月下旬，中央军委巡视组完成第二次巡视，分两个小组对广州军区、成都军区党委班子及其成员进行巡视。
至2014年12月为止，中央军委巡视组完成第三次巡视，分三个小组对沈阳军区、济南军区、南京军区党委班子及其成员进行巡视。